# انقلاب آب 1949 (سوريا)

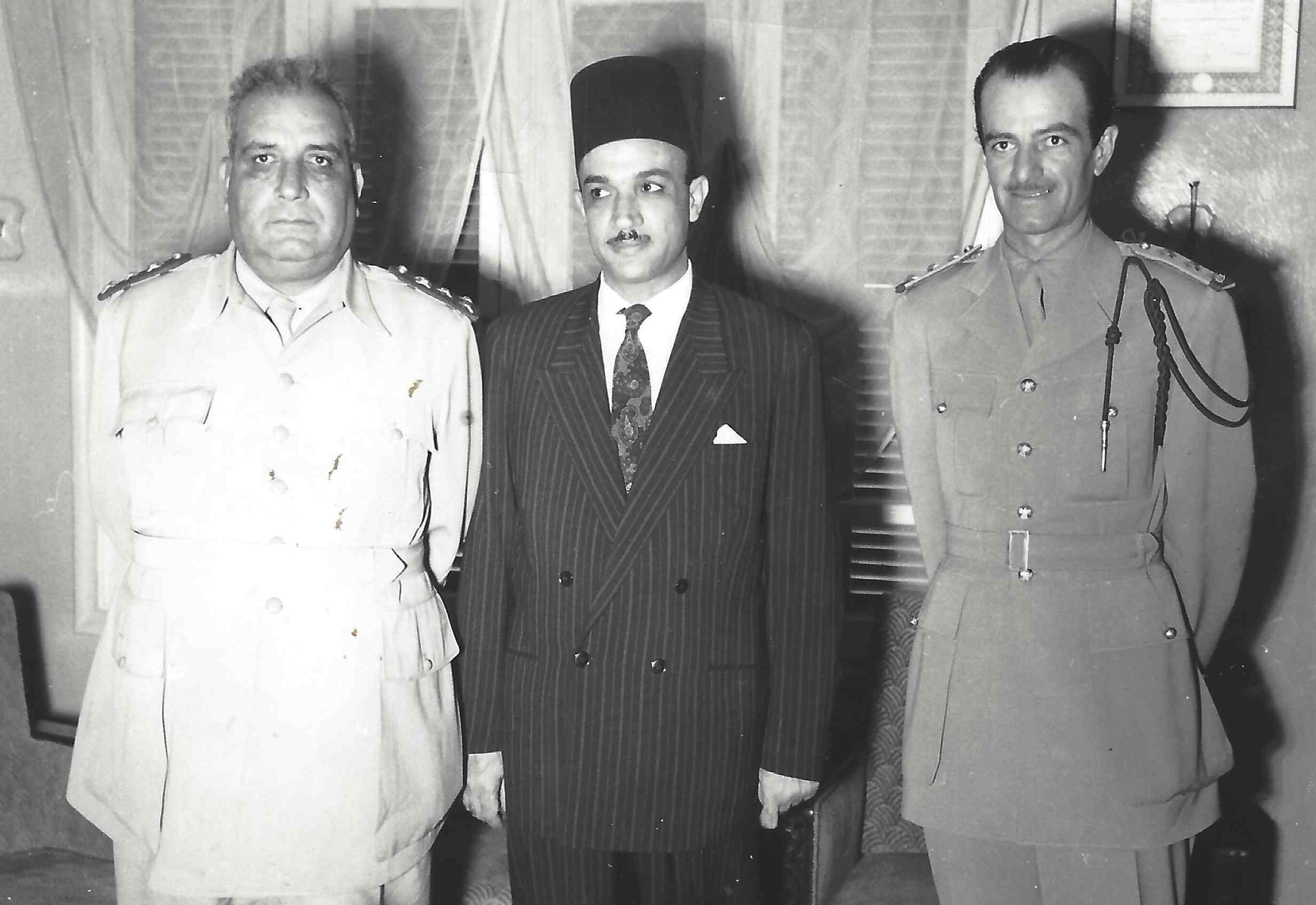
من اليسار:سامي الحناوي ومحمد أسعد طلس وخالد جادا مرافق الحناوي في منتصف عقد الأربعينيات

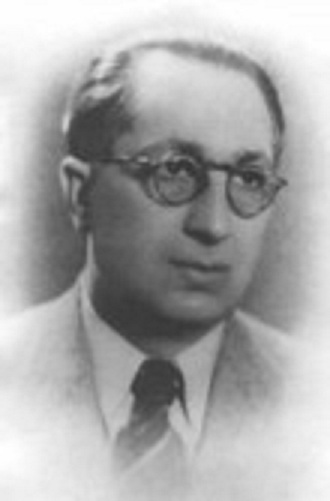
محسن البرازي، رئيس الوزراء في عهد حسني الزعيم والذي أعدم معه في محاكمة عسكرية

انقلاب آب 1949 العسكري في سوريا هو ثاني انقلاب عسكري في سوريا، قام به الجيش بقيادة سامي الحناوي ومعاونه محمد أسعد طلس نتيجة الأزمات السياسية التي وقعت في البلاد بعد انقلاب حسني الزعيم، بسبب سياسته الخارجية وتجميد الحياة السياسية الداخلية. إضافة إلى ذلك، أدى تسريح ونقل أعداد كبيرة من الضباط إلى توتير علاقته مع المؤسسة العسكرية. وفي فجر يوم 13 آب/أغسطس 1949، قام سامي الحناوي بانقلاب عسكري بثلاث فرق عسكرية، حاصرت أولاها تحت قيادته قصر الرئاسة، بينما حاصرت الثانية منزل رئيس الوزراء محسن البرازي والثالثة مقر القيادة العامة للشرطة والجيش.
اعتقل حسني الزعيم إثر الانقلاب، في حين آل الحكم مجددًا لقيادة الجيش، واجتمع في وزارة الدفاع نحو خمسين سياسيًا مع سامي الحناوي للتباحث في المرحلة الانتقالية، وكان من أول القرارات إلغاء جميع المراسيم الصادرة عن الزعيم خلال فترة حكمهِ القصيرة. ولقد برر الحناوي أسباب الانقلاب بتبديد الثروة العامة وقمع الشعب وازدراء سلطة القانون واعتبار الزعيم نفسه «ملكًا» على سوريا كما صرح هو بذلك، والأسوأ من ذلك حسب رأي الحناوي هو السياسة الخارجية «غير المسؤولة». حوكم الزعيم أمام المجلس الأعلى للحرب محاكمة عسكرية عاجلة وأدين بتهمة الخيانة العظمى وأعدم في اليوم التالي مع رئيس وزرائه محسن البرازي رميًا بالرصاص.
غضبَت مصر والسعودية من نجاح انقلاب الحناوي وإقصاء حليفهما حسني الزعيم من منصبهِ فقررتا التحرك ضد الحكم الجديد، أما الهاشميون في العراق والأردن فقد أيّدوا الانقلاب، واعترفت معظم الدول المجاورة بشرعية النظام القائم بعد الانقلاب سريعًا وأرسلت كل من لبنان والأردن «تهانيهما» بالانقلاب، في حين كانت إسبانيا السباقة عالميًا للاعتراف، بينما تلكأت السعودية بالاعتراف بهِ، وأعلنت مصر الحداد ثلاثة أيام على حسني الزعيم.
أُجريت انتخابات حرة في عهد سامي الحناوي الذي لم يكُن يريد البقاء في سدّة الحكم ووضع دستورٍ مؤقت للبلاد، لكن مسيرة العودة إلى النظام الدستوري تعرضت لانتكاسة مبكرة فجر يوم 19 كانون الأول/ديسمبر 1949 عندما وقع الانقلاب الثالث وقضى أديب الشيشكلي بدورهِ على حكم سامي الحناوي وشريكهِ محمد أسعد طلس.